# 진격의 방탄
〈진격의 방탄〉은 방탄소년단의 첫 번째 미니 음반의 수록곡이자, 타이틀곡 "N.O"에 이은 후속곡이다. 2013년 9월 1일에 발표하였으며, 2013년 9월 1일부터 후속곡 활동을 시작했다.